# Laluque
Laluque település Franciaországban, Landes megyében. Lakosainak száma 1086 fő (2022. január 1.). Laluque Bégaar, Gourbera, Lesgor, Pontonx-sur-l’Adour, Rion-des-Landes, Saint-Vincent-de-Paul, Taller és Boos községekkel határos.

## Népesség
A település népességének változása:
| Lakosok száma | 801  | 709  | 646  | 696  | 965  | 1008 | 1019 | 1049 | 1054 | 1086 |
|               | 1968 | 1982 | 1990 | 2006 | 2013 | 2015 | 2017 | 2019 | 2020 | 2022 |